# Mordellistena nigroapicalis nigroapicalis
Mordellistena nigroapicalis nigroapicalis es una subespecie de coleóptero de la familia Mordellidae.

## Distribución geográfica
Habita en Sumatra (Indonesia).